# Ratpenat de Bonaire
El ratpenat de Bonaire (Myotis nesopolus) és una espècie de ratpenat de la família dels vespertiliònids. Viu a Colòmbia, Veneçuela i les Antilles Neerlandeses. Es tracta d'un animal insectívor que forma petites colònies. Està amenaçat per la pèrdua d'hàbitat relacionada amb la construcció d'edificis turístics.